# Fotbal Club Botoșani
Il Fotbal Club Botoșani è una squadra di calcio rumena di Botoșani fondata nel 2001. Milita in Liga I, massima serie del campionato rumeno di calcio.

## Storia
Il club venne fondato nel 2001 dall'avvocato Ioan Sălăvăstru e fu ammesso alla Divizia C nell'annata 2001-2002. Dopo tre campionati fu promosso in Divizia B avendo vinto il girone con un punto di vantaggio dal FCM II Bacău.
Con la promozione al secondo livello il fondatore cedette la squadra al consiglio comunale non riuscendo più a sostenerla economicamente. Divenne presidente Valeriu Iftime che istituì anche una seconda squadra in Liga V e rinforzò il settore giovanile. Il club terminò le stagioni a metà classifica e nel 2009 per problemi finanziari passò da società per azioni ad associazione sportiva in modo da avere sussidi dalle istituzioni pubbliche. Nelle stagioni successive il club migliorò i propri risultati e venne promosso in Liga I al termine della Liga II 2012-2013 dopo aver battuto 4-0 lo Sporting Studentesc Bucarest.
Al debutto nel massimo campionato il club ha battuto il record stabilito dal Rapid Bucarest nel 1957: sette partite consecutive senza sconfitte per una neopromossa.

## Organico

### Rosa 2024-2025
Aggiornata al 29 gennaio 2025.
| N. |                                 | Ruolo | Calciatore          |
| -- | ------------------------------- | ----- | ------------------- |
| 1  | Bosnia ed Erzegovina (bandiera) | P     | Luka Kukic          |
| 2  | Spagna (bandiera)               | D     | Álex Díez           |
| 3  | Slovenia (bandiera)             | D     | Michael Pavlović    |
| 4  | Romania (bandiera)              | D     | George Miron        |
| 5  | Argentina (bandiera)            | D     | Patricio Matricardi |
| 6  | Romania (bandiera)              | D     | Daniel Celea        |
| 7  | Romania (bandiera)              | C     | Ștefan Bodișteanu   |
| 8  | Romania (bandiera)              | C     | Eduard Florescu     |
| 9  | Argentina (bandiera)            | A     | Enzo López          |
| 10 | Romania (bandiera)              | C     | Alexandru Cîmpanu   |
| 11 | Romania (bandiera)              | A     | Zoran Mitrov        |
| 12 | Nigeria (bandiera)              | C     | Adams Friday        |
| 15 | Romania (bandiera)              | D     | Damian Cimpoeşu     |
| 17 | Romania (bandiera)              | C     | Ștefan Pănoiu       |
| 20 | Romania (bandiera)              | D     | Romario Benzar      |
| 22 | Guinea-Bissau (bandiera)        | C     | Francisco Júnior    |

| N. |                                 | Ruolo | Calciatore         |
| -- | ------------------------------- | ----- | ------------------ |
| 26 | Francia (bandiera)              | C     | Hervin Ongenda     |
| 28 | Malawi (bandiera)               | C     | Charles Petro      |
| 29 | Romania (bandiera)              | A     | Adrian Chică Roșă  |
| 30 | Romania (bandiera)              | D     | Alexandru Țigănașu |
| 32 | Romania (bandiera)              | D     | Alin Șeroni        |
| 33 | Romania (bandiera)              | C     | Gabriel David      |
| 44 | Bosnia ed Erzegovina (bandiera) | D     | Rijad Sadiku       |
| 64 | Francia (bandiera)              | C     | Jaly Mouaddib      |
| 70 | Romania (bandiera)              | C     | George Gligor      |
| 80 | Romania (bandiera)              | A     | Codrin Cărăușu     |
| 82 | Romania (bandiera)              | P     | Andrei Ureche      |
| 93 | Francia (bandiera)              | C     | Virgile Pinson     |
| 98 | Romania (bandiera)              | C     | Carlo Casap        |
| 99 | Grecia (bandiera)               | P     | Giannīs Anestīs    |
|    | Romania (bandiera)              | C     | Cristian Albu      |
|    | Romania (bandiera)              | C     | Codrin Cărăușu     |

### Rosa 2023-2024
Aggiornata al 7 dicembre 2023.
| N. |                           | Ruolo | Calciatore          |
| -- | ------------------------- | ----- | ------------------- |
| 3  | Francia (bandiera)        | D     | Gabriel Mutombo     |
| 4  | Brasile (bandiera)        | C     | Gustavo Hebling     |
| 5  | Romania (bandiera)        | D     | Gabriel Niculescu   |
| 6  | Romania (bandiera)        | C     | Victor Dican        |
| 7  | Romania (bandiera)        | A     | Sebastian Mailat    |
| 8  | Romania (bandiera)        | C     | Eduard Florescu     |
| 9  | Romania (bandiera)        | A     | George Dragomir     |
| 10 | Francia (bandiera)        | C     | Kablan Davy N'Goma  |
| 11 | Costa d'Avorio (bandiera) | A     | Jean-Armel Drolé    |
| 12 | Nigeria (bandiera)        | C     | Adams Friday        |
| 19 | Italia (bandiera)         | A     | Francesco Margiotta |
| 20 | Romania (bandiera)        | D     | Romario Benzar      |
| 23 | Romania (bandiera)        | C     | Andrei Dragu        |
| 24 | Romania (bandiera)        | C     | Marius Cioiu        |
| 26 | Romania (bandiera)        | D     | Răzvan Creţ         |
| 28 | Malawi (bandiera)         | C     | Charles Petro       |
| 30 | Romania (bandiera)        | D     | Alexandru Țigănașu  |

| N. |                                 | Ruolo | Calciatore      |
| -- | ------------------------------- | ----- | --------------- |
| 32 | Romania (bandiera)              | D     | Alin Șeroni     |
| 33 | Romania (bandiera)              | C     | Gabriel David   |
| 40 | Nigeria (bandiera)              | D     | Junior Pius     |
| 44 | Bosnia ed Erzegovina (bandiera) | D     | Rijad Sadiku    |
| 45 | Camerun (bandiera)              | C     | Fabrice Olinga  |
| 60 | Croazia (bandiera)              | A     | Miroslav Iličić |
| 66 | Francia (bandiera)              | C     | Jaly Mouaddib   |
| 68 | Romania (bandiera)              | P     | Răzvan Ducan    |
| 70 | Romania (bandiera)              | C     | George Gligor   |
| 80 | Romania (bandiera)              | A     | Codrin Cărăușu  |
| 82 | Romania (bandiera)              | P     | Andrei Ureche   |
| 93 | Francia (bandiera)              | C     | Virgile Pinson  |
| 98 | Romania (bandiera)              | C     | Carlo Casap     |
| 99 | Francia (bandiera)              | C     | Cyril Zabou     |
|    | Liberia (bandiera)              | C     | David Tweh      |
|    | Romania (bandiera)              | D     | Adrian Moescu   |
|    | Romania (bandiera)              | C     | Bogdan Filip    |

### Rosa 2022-2023
Aggiornata al 4 aprile 2023.
| N. |                           | Ruolo | Calciatore        |
| -- | ------------------------- | ----- | ----------------- |
| 1  | Romania (bandiera)        | P     | Eduard Pap        |
| 3  | Francia (bandiera)        | D     | Gabriel Mutombo   |
| 4  | Bulgaria (bandiera)       | C     | Antoni Ivanov     |
| 5  | Romania (bandiera)        | D     | Gabriel Niculescu |
| 6  | Romania (bandiera)        | C     | Victor Dican      |
| 7  | Romania (bandiera)        | A     | Sebastian Mailat  |
| 8  | Romania (bandiera)        | C     | Eduard Florescu   |
| 9  | Romania (bandiera)        | A     | Cătălin Golofca   |
| 10 | Romania (bandiera)        | A     | Mihai Roman II    |
| 11 | Romania (bandiera)        | A     | Mihai Roman I     |
| 12 | Comore (bandiera)         | D     | Kassim M'Dahoma   |
| 14 | Belgio (bandiera)         | D     | Ayrton Mboko      |
| 17 | Guinea (bandiera)         | A     | Sekou Camara      |
| 19 | Romania (bandiera)        | D     | Andrei Patache    |
| 22 | Costa d'Avorio (bandiera) | A     | Gadji Tallo       |

| N. |                                 | Ruolo | Calciatore                    |
| -- | ------------------------------- | ----- | ----------------------------- |
| 23 | Romania (bandiera)              | P     | Șerban Tomache                |
| 24 | Romania (bandiera)              | C     | Marius Cioiu                  |
| 27 | Romania (bandiera)              | C     | George Dragomir               |
| 28 | Malawi (bandiera)               | C     | Charles Petro                 |
| 30 | Romania (bandiera)              | D     | Alexandru Țigănașu (capitano) |
| 32 | Romania (bandiera)              | D     | Alin Șeroni                   |
| 33 | Romania (bandiera)              | C     | Gabriel David                 |
| 40 | Nigeria (bandiera)              | D     | Junior Pius                   |
| 44 | Bosnia ed Erzegovina (bandiera) | D     | Rijad Sadiku                  |
| 68 | Romania (bandiera)              | P     | Răzvan Ducan                  |
| 77 | Romania (bandiera)              | D     | Andrei Dragu                  |
| 80 | Romania (bandiera)              | A     | Codrin Cărăușu                |
| 93 | Francia (bandiera)              | C     | Virgile Pinson                |
| 97 | Romania (bandiera)              | A     | Andrei Burlacu                |
| 99 | Francia (bandiera)              | C     | Cyril Zabou                   |

### Rosa 2021-2022
| N. |                               | Ruolo | Calciatore        |
| -- | ----------------------------- | ----- | ----------------- |
| 1  | Romania (bandiera)            | P     | Eduard Pap        |
| 2  | Romania (bandiera)            | D     | Denis Haruț       |
| 3  | Romania (bandiera)            | D     | Robert Neciu      |
| 4  | Romania (bandiera)            | D     | Marian Luțu       |
| 5  | Camerun (bandiera)            | D     | Joyskim Dawa      |
| 6  | Romania (bandiera)            | D     | Victor Dican      |
| 7  | Macedonia del Nord (bandiera) | A     | Petar Petkovski   |
| 8  | Romania (bandiera)            | C     | David Croitoru    |
| 9  | Brasile (bandiera)            | A     | Mateus Santos     |
| 10 | Romania (bandiera)            | C     | Andrei Tîrcoveanu |
| 11 | Romania (bandiera)            | A     | Mihai Roman       |
| 12 | Moldavia (bandiera)           | P     | Cristian Sirghi   |
| 14 | Montenegro (bandiera)         | A     | Sergej Grubač     |
| 17 | Brasile (bandiera)            | A     | Jája Silva        |
| 19 | Romania (bandiera)            | D     | Andrei Patache    |
| 20 | Romania (bandiera)            | A     | Mihai Roman II    |
| 22 | Romania (bandiera)            | P     | Mario Contra      |

| N. |                       | Ruolo | Calciatore         |
| -- | --------------------- | ----- | ------------------ |
| 23 | Romania (bandiera)    | P     | Șerban Tomache     |
| 24 | Romania (bandiera)    | A     | Sebastian Mailat   |
| 27 | Romania (bandiera)    | C     | Eduard Florescu    |
| 28 | Albania (bandiera)    | A     | Realdo Fili        |
| 30 | Romania (bandiera)    | D     | Alexandru Țigănașu |
| 32 | Romania (bandiera)    | D     | Alin Șeroni        |
| 33 | Romania (bandiera)    | C     | Gabriel David      |
| 42 | Portogallo (bandiera) | A     | Jucie Lupeta       |
| 47 | Germania (bandiera)   | D     | Christopher Braun  |
| 67 | Albania (bandiera)    | C     | Enriko Papa        |
| 73 | Romania (bandiera)    | C     | Bogdan Filip       |
| 77 | Romania (bandiera)    | D     | Andrei Dragu       |
| 90 | Romania (bandiera)    | C     | Ciprian Maxim      |
| 98 | Liberia (bandiera)    | A     | Terrence Tisdell   |
| 99 | Romania (bandiera)    | A     | Alexandru Caia     |
|    | Colombia (bandiera)   | A     | Brayan Torres      |

### Rosa 2020-2021
| N. |                               | Ruolo | Calciatore         |
| -- | ----------------------------- | ----- | ------------------ |
| 1  | Romania (bandiera)            | P     | Eduard Pap         |
| 2  | Romania (bandiera)            | D     | Denis Haruț        |
| 3  | Francia (bandiera)            | D     | Baba Touré         |
| 5  | Romania (bandiera)            | D     | Florin Plămadă     |
| 6  | Romania (bandiera)            | D     | Andrei Chindriș    |
| 7  | Francia (bandiera)            | A     | Hamidou Keyta      |
| 8  | Argentina (bandiera)          | C     | Jonathan Rodríguez |
| 9  | Siria (bandiera)              | C     | Mahmoud Al-Mawas   |
| 10 | Macedonia del Nord (bandiera) | C     | David Babunski     |
| 11 | Romania (bandiera)            | C     | Mihai Roman        |
| 13 | Austria (bandiera)            | P     | Hidajet Hankič     |
| 15 | Macedonia del Nord (bandiera) | C     | Stefan Aškovski    |
| 17 | Guinea (bandiera)             | A     | Sekou Camara       |
| 19 | Romania (bandiera)            | D     | Andrei Patache     |
| 20 | Romania (bandiera)            | D     | Adrian Moescu      |
| 21 | Romania (bandiera)            | C     | David Croitoru     |

| N. |                      | Ruolo | Calciatore         |
| -- | -------------------- | ----- | ------------------ |
| 22 | Romania (bandiera)   | P     | Mario Contra       |
| 24 | Danimarca (bandiera) | C     | Youssef Toutouh    |
| 26 | Francia (bandiera)   | A     | Hervin Ongenda     |
| 27 | Romania (bandiera)   | C     | Eduard Florescu    |
| 28 | Albania (bandiera)   | C     | Realdo Fili        |
| 29 | Romania (bandiera)   | C     | Marian Târșă       |
| 30 | Romania (bandiera)   | D     | Alexandru Țigănașu |
| 32 | Romania (bandiera)   | D     | Alin Șeroni        |
| 47 | Germania (bandiera)  | D     | Christopher Braun  |
| 66 | Grecia (bandiera)    | A     | Mīnas Chalkiadakīs |
| 67 | Albania (bandiera)   | C     | Enriko Papa        |
| 69 | Romania (bandiera)   | A     | Bogdan Melinte     |
| 80 | Romania (bandiera)   | C     | Andrei Tîrcoveanu  |
| 90 | Austria (bandiera)   | D     | Marcel Holzmann    |
| 99 | Romania (bandiera)   | A     | Alexandru Caia     |
|    | Argentina (bandiera) | A     | Bautista Pavlovsky |

## Stadio
Il club disputa le proprie partite casalinghe nello stadio comunale situato nel centro cittadino con una capienza di 12.000 posti. Per l'esordio in Liga I venne completata l'installazione di poltroncine.

## Allenatori recenti
- Costel Orac (2004–05)
- Cristian Popovici (15 settembre 2009–20 giugno 2011)
- Marius Popescu (25 giugno 2011–29 ottobre 2011)
- Costel Orac (1º novembre 2011–12 settembre 2012)
- Cristian Popovici (12 settembre 2012–2 dicembre 2013)
- Valeriu Bordeanu (interim) (2 dicembre 2013–5 gennaio 2014)
- Leontin Grozavu (6 gennaio 2014–)

## Palmarès

### Competizioni nazionali
- Liga II: 1

2012-2013
- Liga III: 1

2003-2004

### Altri piazzamenti
- Coppa di Romania:

Semifinalista: 2017-2018